# 鹿嶋春平太
鹿嶋 春平太（かしま しゅんぺいた、1941年 - ）は、日本の経済学者、宗教社会学者。明治学院大学名誉教授。本名・肥田日出生。
1965年慶應義塾大学経済学部卒業。71年同大学院商学研究科博士課程単位取得退学、明治学院大学経済学部専任講師。74年助教授。80年教授。日本広告学会賞を二度受賞。聖書研究家として鹿嶋の名を用いる。2011年定年退任。

## 著書
- 凹型小売革命 一つの経済学批判 肥田日出生 ダイヤモンド社, 1974
- 経済学とマーケティング学の対話 肥田日出生編著 ダイヤモンド社, 1979.12
- 高品質の時代 複眼マーケティングのすすめ 肥田日出生 日本経済新聞社 1980.2
- 現代マーケティング論考 肥田日出生 中央経済社 1990.5
- 小売原論 購買不効用説 肥田日出生 ティビーエス・ブリタニカ 1992.4
- 聖書の論理が世界を動かす 1994.10 新潮選書
- 誰もが聖書を読むために 1995.12 新潮選書
- 神とゴッドはどう違うか 1997.2 新潮選書
- 図解聖書のことがよくわかる本 2時間でわかる 中経出版, 1999
- マーケティングを知っていますか 2000.3 新潮選書
- 聖書がわかればアメリカが読める PHP研究所 2001.9
- キリスト教のことが面白いほどわかる本 この一冊で二千年のドラマがわかる! 中経出版,2003.11
- 聖書が面白いほどわかる本 中経出版, 2006.10. 中経の文庫
- マーケティングミックスの論理　肥田日出生 中央経済社 2007.3

## 参考
- http://bookweb.kinokuniya.co.jp/htm/4806125423.html
- http://bookweb.kinokuniya.co.jp/htm/450239100X.html